# Design for Recycling (Verpackung)
Design für Recycling bedeutet, dass bei der Verpackungskonzeption nicht nur ästhetische und funktionale Aspekte berücksichtigt werden, sondern auch der gesamte Lebenszyklus der Verpackung.
Dazu gehören die Sammlung, Sortierung und das Recycling der gebrauchten Verpackung in der bestehenden Infrastruktur. Ziel ist es, Verpackungen so zu gestalten, dass sie effizient recycelt und als Sekundärrohstoffe wiederverwendet werden können.

## Regulatorischer Hintergrund
Das EU-Recht umfasst alle Verpackungen und Verpackungsabfälle auf dem europäischen Markt, unabhängig vom Material und ihrer Verwendung im gewerblichen, privaten, industriellen oder anderen Sektor.
Die Vorschriften wurden zunächst in der Richtlinie 94/62/EG über Verpackungen und Verpackungsabfälle (PPWD) festgelegt und sind nun in der Verpackungsverordnung 2025/40 (PPWR) geregelt.
Die Europäische Verordnung (EU) 2025/40 vom 19. Dezember 2024 über Verpackungen und Verpackungsabfälle (eng.: Packaging and Packaging Waste Regulation – PPWR) wurde am 22. Januar 2025 im Amtsblatt veröffentlicht und ist am 11. Februar 2025 in Kraft getreten.
Diese Verordnung bestimmt, welche Verpackungen auf den EU-Markt gebracht werden dürfen und enthalten Vorgaben zur Vermeidung und Entsorgung von Verpackungsabfällen. Alle Verpackungen müssen grundlegende Anforderungen an Herstellung, Zusammensetzung sowie Wiederverwendbarkeit oder Verwertbarkeit erfüllen. Verpackungen sollten des Weiteren so gestaltet, gefertigt und vertrieben werden, dass sie so oft wie möglich wiederverwendet oder hochwertig recycelt werden können und dass ihre Auswirkungen auf die Umwelt während ihres gesamten Lebenszyklus und des Lebenszyklus der Produkte, für die sie konzipiert wurden, so gering wie möglich gehalten werden.

## Definitionen der Verpackungsverordnung 2025/40

### Definition des Begriffes Recyclingfähigkeit
Verpackungen müssen gemäß der Verpackungsverordnung 2025/40 recyclingfähig sein. Diese definiert den Begriff in Artikel 3, Punkt 38 wie folgt:
„Recyclingfähigkeit: die Vereinbarkeit von Verpackungen mit der Bewirtschaftung und Behandlung von Abfällen durch Gestaltung, basierend auf getrennter Sammlung, Sortierung in getrennte Abfallströme, Recycling in großem Maßstab und der Verwendung von recycelten Materialien, um Primärrohstoffe zu ersetzen;“
Die Definition von Recyclingfähigkeit in der EU-Verordnung für Verpackungen beschreibt, dass Verpackungen so gestaltet sein müssen, dass sie in ein effizientes Abfallwirtschaftssystem integriert werden können. Dabei werden vier zentrale Anforderungen gestellt:
1. Gestaltung für getrennte Sammlung und Recycling („Design for Recycling“) – Verpackungen müssen so konzipiert sein, dass sie problemlos in bestehende Sammelsysteme eingeordnet und recycelt werden können.
2. Sortierbarkeit in getrennte Abfallströme – Sie müssen so beschaffen sein, dass sie klar identifizierbar und mechanisch oder manuell in die richtigen Recyclingströme sortierbar sind.
3. Recycling in großem Maßstab – Das Material muss in etablierten Recyclingprozessen verwertbar sein, nicht nur in theoretischen oder experimentellen Verfahren.
4. Einsatz recycelter Materialien als Rohstoffersatz – Ziel ist es, Primärrohstoffe zu reduzieren, indem Verpackungen nach dem Recycling als Sekundärrohstoffe genutzt werden können.

### Definition des Begriffs Recycling
Die Verpackungsverordnung legt in Artikel 3, Punkte 40 und 41, zwei Formen des Recyclings fest: das stoffliche Recycling (eng.: Material Recycling) und das hochwertige Recycling (eng.: High Quality Recycling).
Dabei stellt das stoffliche Recycling den Mindeststandard dar, den Verpackungen – neben weiteren Kriterien – erfüllen müssen, um als recyclingfähig zu gelten.
Unter stofflichem Recycling versteht die Verpackungsverordnung gemäß Artikel 3 Punkt 40 jede Verwertungsform, bei der Abfallmaterialien zu neuen Materialien oder Stoffen aufbereitet werden, die entweder für ihren ursprünglichen Zweck oder für andere Anwendungen genutzt werden können.
Nicht zum stofflichen Recycling zählen die biologische Abfallbehandlung, die Wiederaufbereitung von organischem Material, die energetische Verwertung (z. B. Verbrennung zur Energiegewinnung) sowie die Wiederaufbereitung zu Materialien, die als Brennstoff oder zur Verfüllung dienen.
Hochwertiges Recycling bezeichnet die Verpackungsverordnung gemäß Artikel 3 Punkt 41 Recyclingverfahren, bei denen recycelte Materialien mit gleichbleibender technischer Qualität gegenüber den ursprünglichen Ausgangsstoffen gewonnen werden.
Diese Materialien können Primärrohstoffe ersetzen und für die Herstellung neuer Verpackungen oder anderer Anwendungen genutzt werden, bei denen die Qualität des recycelten Materials erhalten bleibt.
Der Unterschied zwischen stofflichem Recycling und hochwertigem Recycling besteht darin, dass beim stofflichen Recycling ein gewisser Qualitätsverlust des recycelten Materials (Downcycling) zulässig ist. Hingegen bleibt beim hochwertigen Recycling die Qualität des Recyclats erhalten, sodass es als gleichwertiger Ersatz für Primärrohstoffe genutzt werden kann.

## Design für Recycling
Ab 2030 richten sich die Leistungsmerkmale für die Recyclingfähigkeit nach den Kriterien der recyclinggerechten Gestaltung (Design for Recycling, DfR). Diese Kriterien stellen sicher, dass Verpackungen so konzipiert sind, dass die daraus gewonnenen Sekundärrohstoffe eine ausreichende Qualität aufweisen, um Primärrohstoffe zu ersetzen und die Kreislauffähigkeit der Materialien zu gewährleisten.
Die Bewertung der recyclinggerechte Gestaltung von Verpackungen basiert gemäß Anhang II der Verpackungsverordnung 2025/40 neben dem Grundmaterial auf verschiedenen zu berücksichtigenden Parametern, die die Sortierbarkeit, Recyclingfähigkeit und Qualität der entstehenden Sekundärrohstoffe beeinflussen.

### Zusatzstoffe
Zusatzstoffe sind Materialien, die Verpackungen bestimmte Eigenschaften verleihen. Sie können jedoch dazu führen, dass Verpackungsmaterialien falsch sortiert oder die entstehenden Sekundärrohstoffe verunreinigt werden.

### Etiketten
Die Abdeckungsrate, das Material sowie der verwendete Klebstoff beeinflussen die Effizienz der Sortierung und die Qualität des Recyclats.

### Sleeves
Großflächige Sleeves auf Verpackungen erschweren die Sortierung und die Trennung vom Hauptmaterial. Zudem kann das Material der Sleeve die Recyclingfähigkeit beeinträchtigen.

### Verschlüsse und kleine Verpackungsbestandteile
Verschlüsse (z. B. Kappen, Deckel, Siegel) können die Recyclingfähigkeit beeinflussen. Nicht fest verbundene Verschlüsse erhöhen zudem das Risiko von Vermüllung. Kleine Verpackungsbestandteile können beim Sortierprozess verloren gehen.

### Klebstoffe
Klebstoffe sollten so konzipiert sein, dass sie sich leicht entfernen lassen. Rückstände können die Qualität des Recyclats mindern. Abwaschbare oder gut abtrennbare Klebstoffe sind bevorzugt. Alle gängigen Design-for-Recycling-Guidelines empfehlen, den Einsatz von Klebstoffen auf das notwendige Minimum zu beschränken, das für die Funktionalität der Verpackung erforderlich ist.
Dieser Grundsatz gilt trotz erheblicher Fortschritte in der Entwicklung recyclinggerechter Klebstoffe. Bei Einsatz geeigneter Klebstoffe sind diese für das Recycling unkritisch. Ein vollständiger Verzicht auf Klebstoffe wäre jedoch nicht zielführend, da sie zur Verpackungsminimierung (Reduce) beitragen. Durch ihren Einsatz können leichtere Verpackungskonstruktionen und ein geringerer Materialverbrauch ermöglicht werden, was auch im Sinne der Nachhaltigkeit ist.

### Farben
Stark gefärbte Materialien erschweren die Sortierung und können die Qualität des Sekundärrohstoffs verringern.

### Materialzusammensetzung
Monomaterialien oder leicht trennbare Materialkombinationen erhöhen die Recyclingfähigkeit und verbessern die Ausbeute an Sekundärrohstoffen.

### Barrieren und Beschichtungen
Zusätzliche Barrieren oder Beschichtungen können das Recycling erschweren. Materialien, die einen hohen Sekundärrohstoff-Ertrag ermöglichen, sind vorzuziehen.

### Druckfarben, Lacke und Kodierung
Druckfarben mit besorgniserregenden Stoffen behindern das Recycling. Farben, die ins Waschwasser übergehen oder die Transparenz des Recyclats beeinträchtigen, sollten vermieden werden.

### Produktrückstände und leichte Entleerbarkeit
Verpackungen sollten so gestaltet sein, dass sie sich vollständig entleeren lassen. Produktrückstände können die Sortierung und das Recycling beeinträchtigen.

### Leichte Zerlegbarkeit
Fest miteinander verbundene Bestandteile erschweren die Trennung in verschiedene Materialströme. Eine leichte Zerlegbarkeit verbessert die Sortier- und Recyclingmöglichkeiten.

## Standardisierung
Die Europäische Kommission hat am 1. August 2022 die Commission Implementing Decision M/584 veröffentlicht.
Diese enthält eine Normungsanforderung an CEN/CENELEC im Bereich Kunststoffrecycling und recycelte Kunststoffe zur Unterstützung der Europäischen Strategie für Kunststoffe in der Kreislaufwirtschaft. Ziel der Initiative ist die Entwicklung einheitlicher Standards, um die Recyclingfähigkeit von Kunststoffen zu verbessern und den Einsatz von recycelten Materialien zu fördern.
Im Rahmen des Mandats M/584 wurden derzeit folgende Normenentwürfe veröffentlicht:
DIN EN 18120-1: Verpackung - Recyclingorientierte Gestaltung von Kunststoffverpackungsprodukten - Teil 1: Definitionen und Grundsätze für die recyclingorientierte Gestaltung von Kunststoffverpackungen; Deutsche und Englische Fassung prEN 18120-1:2024
DIN EN 18120-3: Verpackung - Recyclingorientierte Gestaltung von Kunststoffverpackungsprodukten - Teil 3: Bewertung von Sortierverfahren für Kunststoffverpackungen; Deutsche und Englische Fassung prEN 18120-3:2024
In der Normenreihe prEN 18120 wurden weitere Normenentwürfe für spezifische Verpackungsarten, wie PET-Flaschen, veröffentlicht. Diese Entwürfe berücksichtigen die besonderen Anforderungen der jeweiligen Verpackungsarten und legen Kriterien für deren Recyclingfähigkeit fest.
Ziel ist es, einheitliche Standards zu schaffen, die eine effiziente Wiederverwertung und eine höhere Qualität der recycelten Materialien gewährleisten.

## Design for Recycling Guidelines
Um die Design-for-Recycling-Guidelines praxisnaher zu gestalten, haben verschiedene Organisationen und Verbände Leitfäden veröffentlicht.
Diese dienen als Orientierungshilfe für die Entwicklung recyclingfähiger Verpackungen und enthalten spezifische Empfehlungen zu Materialien, Gestaltungsprinzipien und möglichen Hindernissen im Recyclingprozess. Ziel dieser Leitfäden ist es, Unternehmen dabei zu unterstützen, Verpackungen so zu konzipieren, dass sie effizient sortiert, recycelt und in den Wertstoffkreislauf zurückgeführt werden können.
Die Recycling Guidelines behalten auch im Zuge der fortschreitenden Standardisierung ihre Relevanz, da sie praktische Tipps und Erläuterungen zur recyclinggerechten Gestaltung von Verpackungen liefern. Die bestehenden Verfahren und Anforderungen aus den Design-for-Recycling-Guidelines fließen in den Standardisierungsprozess ein. Gleichzeitig ist davon auszugehen, dass die Guidelines durch die Standardisierung kontinuierlich an den neuesten Stand der Technik angepasst werden.

### WPO “Packaging for Recycling”
Die WPO (World Packaging Organisation) Guideline “Packaging Design for Recycling Guide: A Global Recommendation of Circular Packaging Design” ist ein kostenlos verfügbarer Leitfaden in mehreren Sprachen.
Er bietet einen umfassenden Überblick über das Thema und behandelt alle gängigen Verpackungsformen und -materialien. Allerdings werden nicht immer alle relevanten Aspekte im Detail abgedeckt, sodass ergänzende Richtlinien für spezifische Anforderungen herangezogen werden können.

### Recyclass Online-Tool
RecyClass bietet ein Online-Tool zur Bewertung der Recyclingfähigkeit von Kunststoffverpackungen. Verpackungen werden dabei in die Kategorien „Full Compatibility“ (voll kompatibel), „Limited Compatibility“ (eingeschränkt kompatibel) und „Low Compatibility“ (gering kompatibel) eingeteilt.
Für Verpackungen, die nicht in der Datenbank erfasst sind, stellt RecyClass ein Evaluationsprotokoll zur Verfügung, mit dem die Recyclingfähigkeit individuell bewertet werden kann.

### Recoup „Leitfaden für wiederverwendbare Verpackungen“
RECOUP veröffentlicht einen Leitfaden für wiederverwendbare Verpackungen, der technische Merkmale beschreibt, die bereits in der Designphase berücksichtigt werden müssen. Dazu gehören die Materialwahl und Haltbarkeit, die Größe und Form der Verpackung, die Sichtbarkeit des Produkts, der Verschlusstyp, Anforderungen an Manipulationssicherheit sowie die Dekoration der Verpackung. Der Leitfaden unterstützt Unternehmen dabei, wiederverwendbare Verpackungslösungen effizient und nachhaltig zu gestalten.

### 4Eevergreen „Circularity by Design Guideline“
Der kostenfreie 4Evergreen Circularity by Design Guideline bietet Empfehlungen zur recyclinggerechten Gestaltung von faserbasierten Verpackungen (Papier-, Karton-, Wellpappenverpackungen oder aus Fasern geformte Verpackungen) entlang der gesamten Wertschöpfungskette – von Herstellern bis hin zum Handel. Der Leitfaden deckt alle Arten von faserbasierten Verpackungen ab, mit besonderem Fokus auf Haushalts- und Unterwegsverpackungen.
Ein Entscheidungsbaum hilft Designern, den geeigneten Recyclingprozess für ihre Verpackungen zu bestimmen. Zudem werden die unterschiedlichen Recyclingverfahren für verschiedene faserbasierte Verpackungslösungen erläutert, um eine optimale Materialrückgewinnung zu gewährleisten.
Die aktuelle Version (Oktober 2024) enthält Designempfehlungen für Verpackungen, die in Standardpapierfabriken recycelt werden können (Teil I), sowie für Getränkekartons und komplexe Verpackungen, die spezielle Recyclingprozesse erfordern (Teil III). Neu hinzugekommen sind Empfehlungen zur Eignung von Verpackungsmaterialien für Flotations-Deinking und weitere spezialisierte Recyclingverfahren.
Das 4evergreen Recyclability Evaluation Protocol ist ein harmonisiertes Branchenwerkzeug zur Bewertung der Recyclingfähigkeit von faserbasierten Verpackungsmaterialien. Es analysiert, wie effizient diese Materialien in verwertbare Rohstoffe umgewandelt werden können, und berücksichtigt dabei die verschiedenen Recyclingtechnologien.
Das Protokoll dient als einheitliche Bewertungsgrundlage für Unternehmen entlang der gesamten Wertschöpfungskette, um die Kreislauffähigkeit von Verpackungen zu optimieren.

### Mindeststandard zur Bemessung der Recyclingfähigkeit
Der Mindeststandard zur Bemessung der Recyclingfähigkeit von systembeteiligungspflichtigen Verpackungen gemäß § 21 Abs. 3 VerpackG bietet Richtlinien zur Recyclingfähigkeit von Verpackungskomponenten und -zusammensetzungen.
Er gilt für Systemverpackungen, die in Deutschland über den Gelben Sack entsorgt werden, und dient als Bewertungsgrundlage für deren Wiederverwertbarkeit im bestehenden Recyclingsystem.